# Laffly S 20 TL
Der Laffly S 20 TL war ein von 1937 bis 1940 in Frankreich produziertes geländegängiges Fahrzeug, gedacht als Gruppenfahrzeug für motorisierte Infanterie.

## Geschichte
Das Fahrzeug wurde ab Oktober 1935 von der Firma Laffly entwickelt. Entgegen seiner Bezeichnung (TL = tracteur longue, d. h. lange Zugmaschine) war das Fahrzeug zum Transport einer 10 Mann umfassenden Gruppe bei der motorisierten Infanterie (dragons portés) und nicht zum Ziehen von Geschützen gedacht. Erste Bestellungen erfolgten 1937, bis zum Kriegsbeginn Anfang September 1939 waren von 600 bestellten 400 Stück ausgeliefert.  Bis Ende Mai 1940 folgten weitere rund 240 Stück, der Soll-Ausstoß war zu dieser Zeit mit 50 Fahrzeugen pro Monat vorgesehen. Das Fahrzeug löste bei den Dragons portés die bis dahin benutzten Halbkettenfahrzeuge Citroën-Kégresse P19 ab. Wegen Überlastung der Firma Laffly war die Produktion 1939 an die Firma Hotchkiss übertragen worden, infolgedessen hießen die ab Ende 1939 ausgelieferten Fahrzeuge Hotchkiss S 20 TL, ohne dass sich an ihnen irgendetwas geändert hätte. Das Fahrzeug diente folgenden Einsatzzwecken:
- Transport einer Schützengruppe (10 Mann zuzüglich 2 leichten MG), ein Zug bestand aus 3 Fahrzeugen zuzüglich Führungsfahrzeug
- Transport einer MG-Gruppe zu 10 Mann, ein Zug bestand aus 3 Fahrzeugen zuzüglich Führungsfahrzeug
- Transport einer Mörser-Gruppe zu 7 Mann und eines 81-mm-Mörsers oder eines 60-mm-Mörsers, ein Zug bestand aus 4 Fahrzeugen zuzüglich Führungsfahrzeug
- Transport einer Panzerabwehr-Gruppe zu 16 Mann und einer 25-mm-Panzerabwehr-Kanone, zwei Fahrzeuge je Gruppe, die Panzerabwehrkanone wurde nicht gezogen, sondern war auf einem der beiden Fahrzeuge verlastet.[1]

Soweit die Fahrzeuge mehr oder weniger unversehrt erbeutet wurden, wurden sie in der Wehrmacht zweckentsprechend weiterverwendet.

## Technische Details
Das Fahrzeug hatte den Sechszylinder-Otto-Motor von Hotchkiss mit 80 mm Bohrung und 100 mm Hub (3016 cm³) mit einer  Leistung von 68 PS bei 3200/min. Es hatte drei angetriebene Achsen (6×6), wobei der Antrieb der vorderen Achse zugeschaltet werden konnte. Das Getriebe hatte vier Vorwärtsgänge und einen Rückwärtsgang, dazu ein Vorgelegegetriebe. Vor der Vorderachse und zwischen Vorder- und erster Hinterachse waren kleine Hilfsräder angebracht, die ein Aufsitzen des Fahrzeugs in unebenem Gelände verhindern sollten. Das Fahrzeug hatte einen oben offenen Aufbau, der mit einer Plane abgedeckt werden konnte. Die Nutzlast betrug 1750 kg. Die Höchstgeschwindigkeit lag bei 65 km/h. Die Reifengröße war 230-18.

## Varianten
- Führungsfahrzeug [„voiture de commandement“]: Das Fahrzeug hatte einen Kastenaufbau mit daraufgesetzter Bügelantenne und umfangreicher Funkausstattung. Durch den schwereren Aufbau stieg das Gewicht auf 4950 kg, die Nutzlast sank auf 875 kg, die Länge betrug 5,60 m, die Höhe 2,60 m, die übrigen technischen Daten waren identisch mit der Normalausführung. Bis September 1939 wurden 32 Stück, bis Ende Mai 1940 weitere ca. 36 Stück an die französische Armee geliefert[4].
- Pionierausführung („sapeurs portés“), gedacht als Gruppenfahrzeug für motorisierte Pioniere, ein Prototyp.[5]
- Tankwagen: Der Aufbau war durch einen 1450 oder 1900 Liter fassenden Tank ersetzt. Beim 1450-Liter-Tank betrug das Gesamtgewicht 4500 und die Nutzlast 1400 kg, beim 1900-Liter-Tank 4100 bzw. 1800 kg. Das Fahrzeug war in beiden Fällen 5,50 m lang, 2,10 m breit und 2,50 m hoch, die übrigen technischen Daten waren identisch mit der Normalausführung. Bis  Ende Mai 1940 wurden von 85 bestellten 39 Stück an die französische Armee geliefert[6].
- Kolonialtyp: Im Februar 1939 wurden 16 Laffly S 20 TL mit einem Pritschenaufbau versehen und nach Nordafrika geliefert. Ihren Bestimmungsort Faya-Largeau im nördlichen Tschad erreichten sie jedoch nie, weil die Getriebe dem Wüstensand nicht gewachsen waren. Im November 1939 befanden die Fahrzeuge sich, der Ersatzteile harrend, einstweilen im ca. 200 km entfernten Koro Toro. Was in der Folgezeit aus ihnen wurde, ist nicht überliefert.[7]
- Die französische Marine bestellte und erhielt ein Fahrzeug.